# Позиции рук и ног
Пози́ция в хореографии — основное положение ног и рук.

## История
Развиваясь, классический балет создал свою школу, базирующуюся на основных позициях, служащих опорой и началом для всех остальных балетных па.
Считается, что первым хореографом, начавшим создавать терминологию балета, был Пьер Бошан, учитель танцев французского короля Людовика XIV. Эти разработки относились к XVII веку. Французская балетная школа, ставшая самым первым профессиональным балетным училищем (в 1661 году — Академия музыки, в 1672 году — танцевальная академия при Королевской Академии музыки, начала создавать балетную терминологию и определила основные позиции балета, ставшие впоследствии классическими. Благодаря этому основные термины классического балета, первоначально итальянские, закрепились в балетной лексике на французском языке и используются в таком виде вплоть до нашего времени.

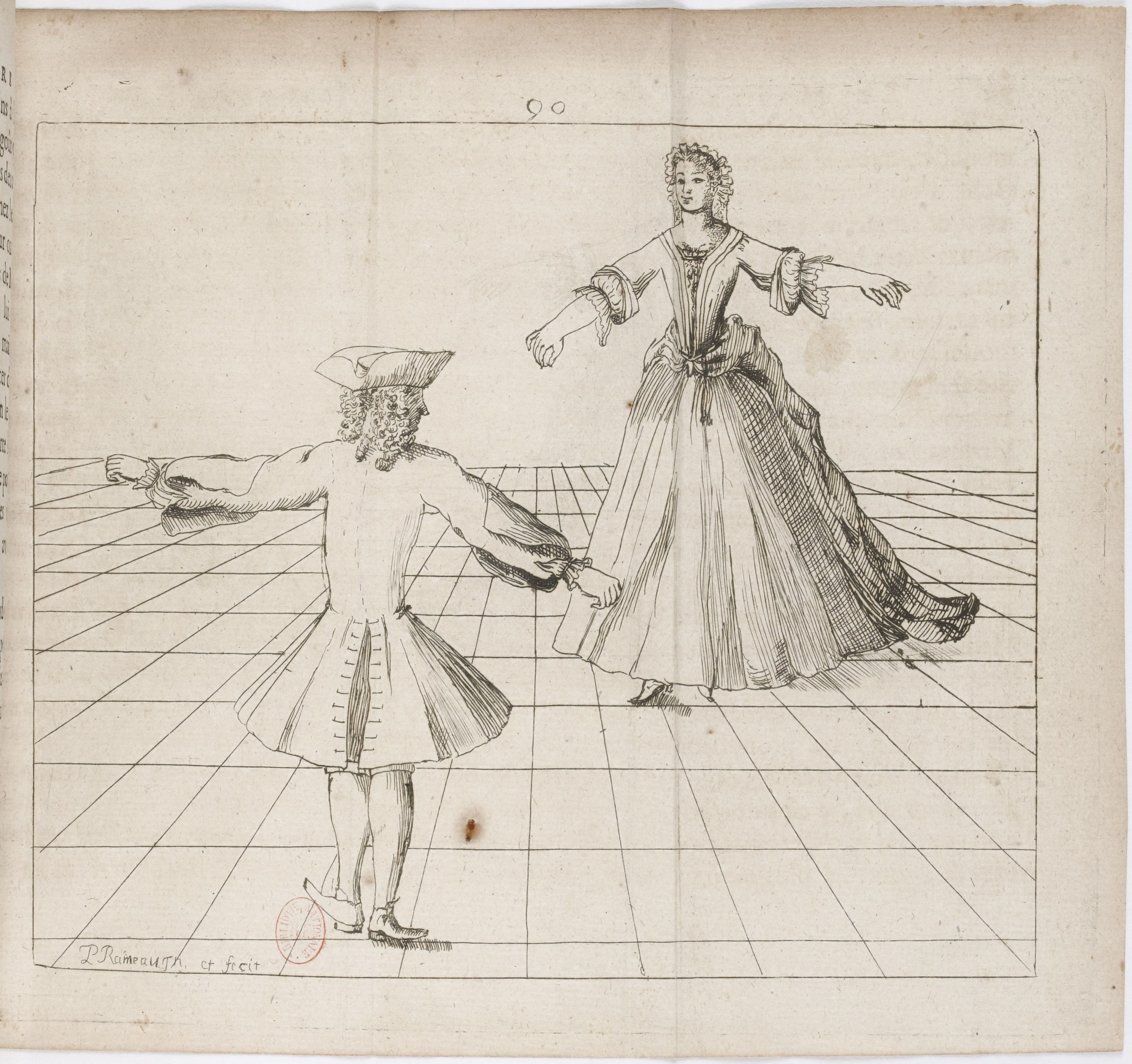
Pierre Rameau
Фигура менуэта

Пять основных позиций ног в балете впервые были определены Пьером Рамо (1674—1748), французским танцовщиком, преподававшим танцы при дворе испанской королевы Марии Луизы Савойской, потом при дворе французской королевы Марии Лещинской) в его книге «Мастер танцев» (Le Maître à danser) в 1725 году. Книга дважды переиздавалась — в 1734 и 1748 годах, а в 1744 году была переведена на английский язык под названием The Dancing-Master, автор перевода John Essex.

## Исполнение балетных позиций
Именно исход из классических основных позиций обеспечивает для артиста правильное исполнение па, помогая в создании грациозности и выразительности танца. Из основных позиций образуется множество других танцевальных положений. Балетные позиции выполняются в положении стоя, при этом все мышцы собраны, живот втянут, ягодицы подобраны, осанка прямая. С исполнения позиций в медленном темпе начинается обучение хореографии. В классическом балете все позиции ног выстраиваются выворотно, en dehors (с фр. — «наружу»), при этом ноги должны быть вывернуты по всей своей длине, начиная с бёдер и заканчивая стопами.

## Позиции ног

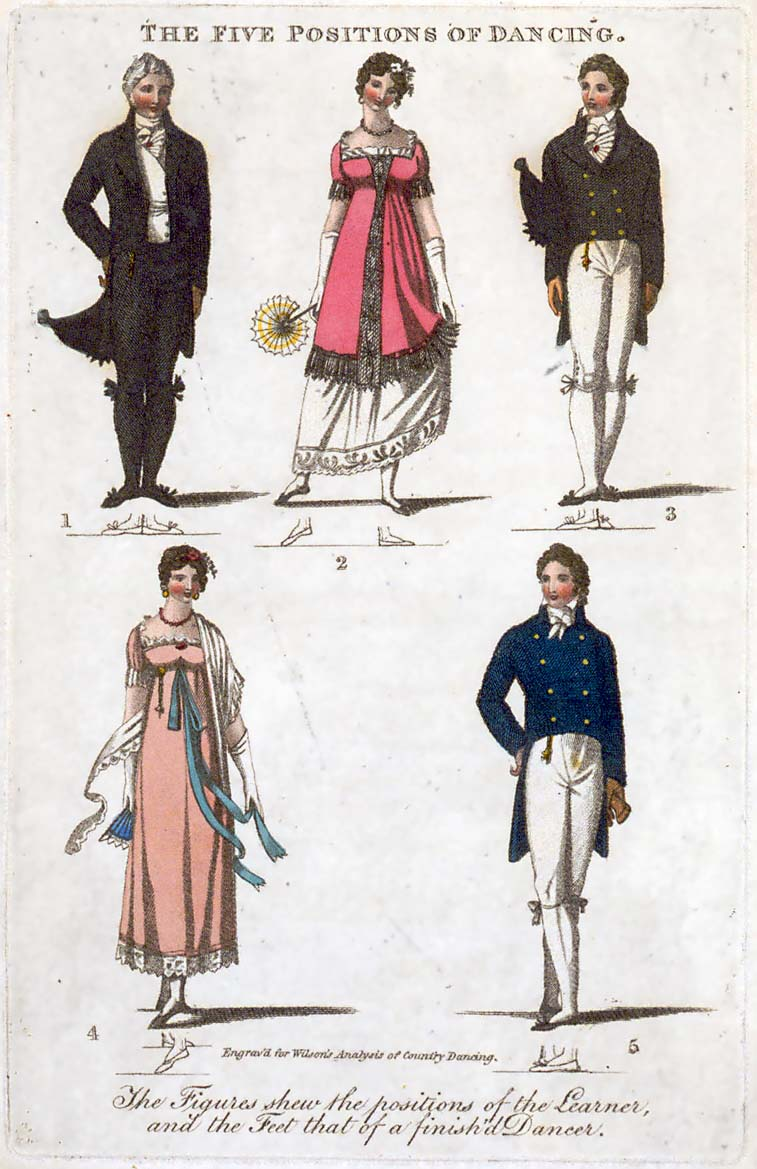
Дж. Берримен. Пять танцевальных позиций из учебника Томаса Уилсона (Лондон, 1811)

Пять «открытых» позиций классического танца строго регламентированы и выполняются при предельно выворотном положении ног. Во всех позициях вес тела распределяется равномерно на обеих ногах. 
I позиция
Пятки вместе, носки врозь, ступни соприкасаются пятками и развернуты носками наружу, образуя на полу прямую линию.
II позиция
Стопы разведены в стороны и расположены на одной прямой линии, расстояние между пятками равно длине стопы или превышает её.
III позиция

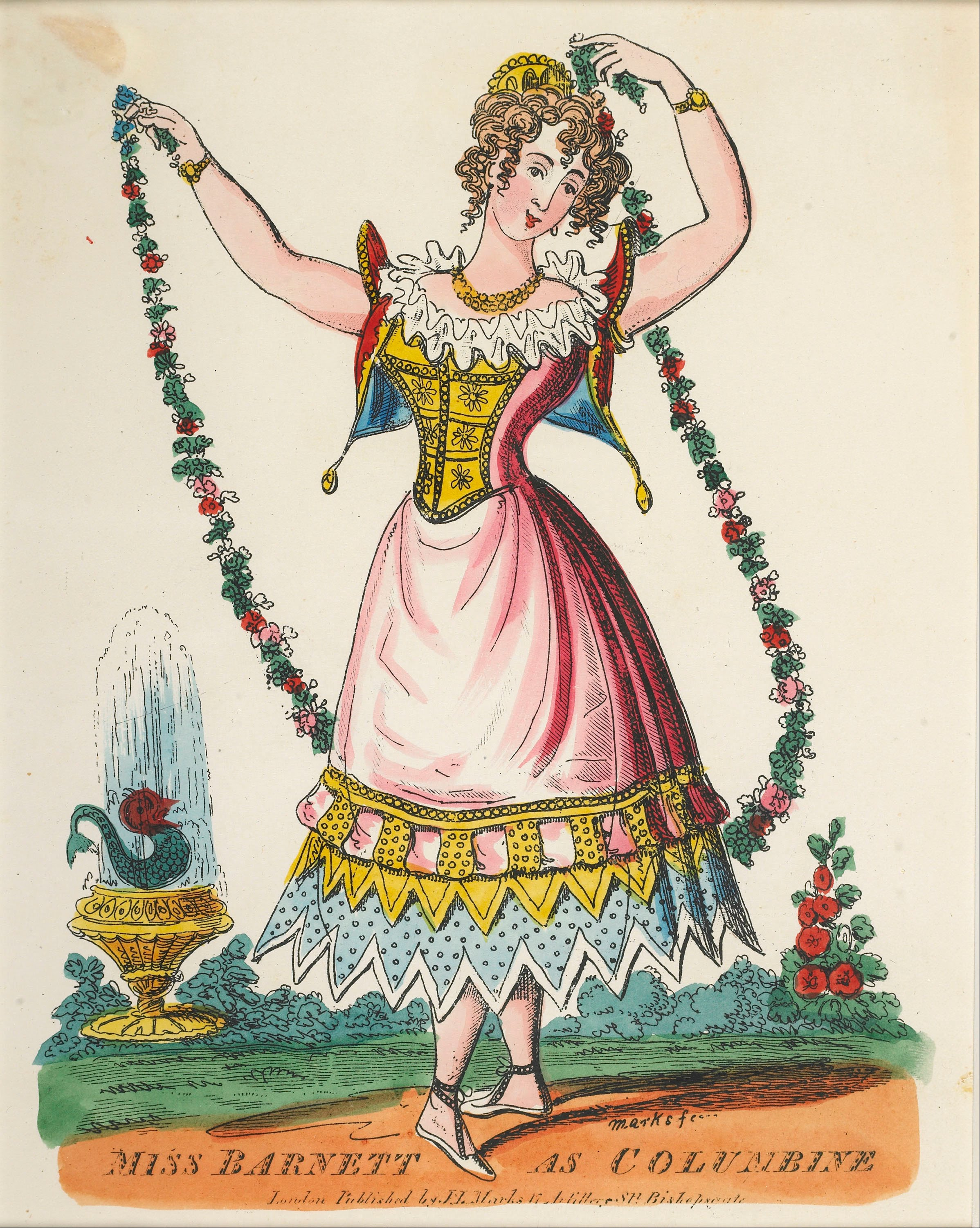
Четвёртая позиция ног (Дж. Маркс. Мисс Барнетт в роли Коломбины, гравюра, раскрашенная акварелью, между 1822 и 1839).

Одна нога располагается впереди другой, ступни прилегают одна к другой, при этом пятка одной ноги соприкасается с серединой ступни другой (то есть одна стопа наполовину закрывает другую). 
Из всех выворотных позиций III позиция — наиболее естественная для человеческого тела, её выполнение не требует больших физических усилий. Именно поэтому она широко используется в историко-бытовом танце, являясь исходной для начала большинства танцевальных движений. Также с этой позиции начинается изучение азов классического танца: постепенно, с развитием выворотности и укреплением мыщц, учащиеся переходят к исполнению движений из V позиции.  
IV позиция
Одна нога располагается впереди другой, при этом пятка одной ноги находится напротив носка другой; расстояние между стопами равно длине стопы или превышает её. В западной школе эта позиция обозначается как IV скрещенная (croisé), в отличие от IV открытой, при выполнении которой обе пятки находятся на одной линии.  
V позиция
Одна нога располагается впереди другой, ступни плотно прилегают друг к другу, при этом пятка одной ноги соприкасается с носком другой. Эта позиция также называется sus-sous (с фр. — «над-под»).
В XX веке педагог и балетмейстер Серж Лифарь начал использовать для положений стоп такие обозначения, как шестая и седьмая позиции:
VI позиция
Пятки вместе, стопы соприкасаются внутренней стороной. Эта невыворотная позиция также обозначается как параллельная или I прямая. 
VII позиция
Широкая IV позиция, выполненная на полупальцах, пальцах или стоя на каблуках. Существует два варианта VII позиции — в зависимости от того, правая или же левая нога находится впереди. 
Кроме выворотных (открытых) классических позиций, существуют выстраиваемые из них прямые (параллельные) и закрытые позиции, которые широко используются в академическом характерном, народно-сценическом и современном танцах.

## Позиции рук
Основная позиция рук: кисть рук расслаблена, большой с указательным пальцы параллельны, остальные сближены, но при этом свободны, не вплотную.
Переводы рук из позиции в позицию в координации с направлением взгляда и наклоном головы называются port de bras (от фр. porter — носить, переносить).
Французская балетная школа пользовались семью позициями рук в закруглённом (фр. arrondi) и удлинённом (фр. allongé) виде. Они определялись так:
- Первая позиция рук: руки опущены вниз и округлены, ладони направлены вверх.
- Вторая позиция рук: руки из первой позиции плавно поднимаются до уровня живота, плечи свободно опущены вниз.
- Третья позиция рук: руки из второй позиции плавно поднимаются вверх над головой, кисти сохраняют балетную позицию.
- Четвертая позиция: одна рука во второй позиции (на уровне живота), другая рука в третьей позиции (над головой).
- Пятая позиция: одна рука в третьей позиции, другая — прямая, чуть в стороне от корпуса.
- Шестая позиция: одна рука остаётся возле корпуса, другая плавно опускается вниз, во вторую позицию.
- Седьмая позиция: обе руки разведены в стороны, образуя от локтя до запястья полукруг.

Помимо этой классической французской методики (7 позиций) итальянский педагог и балетмейстер Энрико Чекетти определял следующие позиции рук:
- Первая позиция: округлённые руки на уровне бедер (касаясь пачки).
- Вторая позиция: руки разведены в стороны под углом вниз и вперед, ладонями вперед. Локти расположены несколько ниже плеч, запястья немного ниже, чем уровень локтей. Промежуточная позиция между первой и второй позициями называется полувторая позиция (фр.: demi-seconde).
- Третья позиция: одна рука в первой позиции, другая в полувторой (demi-seconde).
- Четвертая позиция: существует две четвертые позиции; 1) четвертая позиция передняя (en avant): одна рука во второй позиции, другая в пятой позиции вперед (en avant); 2) четвертая позиция вверх (en haut): одна рука во второй позиции, другая в пятой позиции вверх (en haut).
- Пятая позиция: округление рук до овальной формы. Есть пятая позиция вниз (en bas); вперед (en avant) — позиция соответствует русской и французской первой позиции; вверх (en haut) — позиция соответствует русской третьей позиции).

Агриппина Ваганова в своём фундаментальном для русской балетной школы труде «Основы классического танца» определяла всего три основные позиции рук:
- I — округлённые руки подняты на уровне диафрагмы;
- II — разведены в стороны на уровне плеч;
- III — подняты над головой.

Эта схема в три позиции рук является основной в современном отечественном классическом балете.
Классический балет таким образом современными словарями определяется исходя из основных пяти позиций ног и трёх позиций рук.